# 磯部和彦
磯部 和彦（いそべ かずひこ、1994年7月18日 - ）は、京都府出身の元プロサッカー選手、サッカー指導者。ポジションはゴールキーパー (GK)。

## 来歴
ヴェルディジュニア、ジュニアユースで育ち、高校時代は湘南ベルマーレユースでプレー。2012年にベルマーレトップチームに2種登録された。
高校卒業後は単身ブラジルへ渡り、2013年にサンパウロ州セリエB所属のCAタボン・ダ・セーハに加入。
2014年に同州セリエA3のCAジュベントスにレンタル移籍。
2015年にJFLの奈良クラブに加入。
2016年にJFLのFC大阪に移籍。最年少ながらGKコーチを兼任。チームの躍進に大きく貢献。シーズン終了後に現役引退を発表。
2022年7月、四国リーグ所属のFC徳島の監督に就任。リーグ戦残り5試合というタイミングでの就任となったが、5戦全勝でリーグを制し、全国地域チャンピオンズリーグ出場へ導いた。シーズン終了後に監督を退任。
2023年、北海道リーグ所属のBTOP北海道の監督に就任。13勝1敗の成績でリーグ優勝を果たし、全国地域チャンピオンズリーグに出場。シーズン終了後に監督を退任。
2024年1月16日、九州リーグ所属のFC延岡AGATAのヘッドコーチに就任する事が発表された。
2025年、FC延岡AGATAの監督に就任。

## 所属クラブ
- 2001年 - 2004年 FCジュントス
- 2005年 - 2006年 ヴェルディジュニア
- 2007年 - 2008年 ヴェルディジュニアユース (川崎市立今井中学校)
- 2009年 湘南ベルマーレU-15平塚 (川崎市立今井中学校)
- 2010年 - 2012年 湘南ベルマーレユース (神奈川県立厚木清南高等学校)
  - 2012年  湘南ベルマーレ (2種登録[10])
- 2013年  CAタボン・ダ・セーハ
- 2014年  CAジュベントス
- 2015年  奈良クラブ[11]
- 2016年  FC大阪[12]

## 個人成績
| 国内大会個人成績 | 国内大会個人成績   | 国内大会個人成績 | 国内大会個人成績 | 国内大会個人成績                       | 国内大会個人成績 | 国内大会個人成績 | 国内大会個人成績 | 国内大会個人成績 | 国内大会個人成績 | 国内大会個人成績 | 国内大会個人成績 |
| 年度             | クラブ             | 背番号           | リーグ           | リーグ戦                               | リーグ戦         | リーグ杯         | リーグ杯         | オープン杯       | オープン杯       | 期間通算         | 期間通算         |
| 年度             | クラブ             | 背番号           | リーグ           | 出場                                   | 得点             | 出場             | 得点             | 出場             | 得点             | 出場             | 得点             |
| 日本             | 日本               | 日本             | 日本             | リーグ戦                               | リーグ戦         | リーグ杯         | リーグ杯         | 天皇杯           | 天皇杯           | 期間通算         | 期間通算         |
| ---------------- | ------------------ | ---------------- | ---------------- | -------------------------------------- | ---------------- | ---------------- | ---------------- | ---------------- | ---------------- | ---------------- | ---------------- |
| 2012             | 湘南               | -                | J2               | 0                                      | 0                | -                | -                | 0                | 0                | 0                | 0                |
| ブラジル         | ブラジル           | ブラジル         | ブラジル         | リーグ戦                               | リーグ戦         | ブラジル杯       | ブラジル杯       | オープン杯       | オープン杯       | 期間通算         | 期間通算         |
| 2013             | タボン・ダ・セーハ |                  | A3               |                                        |                  | -                | -                |                  |                  |                  |                  |
| 2014             | ジュベントス       |                  | A3               |                                        |                  | -                | -                |                  |                  |                  |                  |
|                  |                    |                  |                  | リーグ戦                               | リーグ戦         | リーグ杯         | リーグ杯         | オープン杯       | オープン杯       | 期間通算         | 期間通算         |
| 2015             | 奈良               | 25               | JFL              | 0                                      | 0                | -                | -                | 0                | 0                | 0                | 0                |
| 2016             | 大阪               | 30               | JFL              | 0                                      | 0                | -                | -                | -                | -                | 0                | 0                |
| 通算             | 日本               | 日本             | J2               | 0                                      | 0                | -                | -                | 0                | 0                | 0                | 0                |
| 通算             | 日本               | 日本             | JFL              | 0                                      | 0                | -                | -                | 0                | 0                | 0                | 0                |
| 通算             | ブラジル           | ブラジル         | 他               | \|\|\|\|colspan="2"\|-\|\|\|\|\|\|\|\| |                  |                  |                  |                  |                  |                  |                  |
| 総通算           | 総通算             | 総通算           | 総通算           | \|\|\|\|colspan="2"\|-\|\|\|\|\|\|\|\| |                  |                  |                  |                  |                  |                  |                  |